# Paullinia bracteosa
Paullinia bracteosa, es una especie poco común, que se encuentra en los bosques húmedos en el sur de la zona atlántica;  una altitud de 0–50 metros, en  Nicaragua, Panamá, Venezuela, Brasil, Perú y Bolivia. Está más estrechamente relacionada con P. clavigera, P. fibrigera y P. sessiliflora.

## Descripción
Son lianas con tallos de 3 a 5-sulcados. Las hojas son pinnadas, con peciolo y raquis alado; cinco foliolos de 10,0 a 32,0 por 5,5 a 14,0 cm, de oblongo-elípticos a obovados, abruptamente acuminados apicalmente, crenados marginalmente; las hojas son puberulentas en el envés y con estípulas de 16 a 27 (-43) mm de largo. Las inflorescencias son racemosas de 10 a 30 cm de largo. El fruto en forma de cápsulas de rojas a verde-rojizas, piriformes y puberulentas de 2,8 a 5,5 cm de largo.

## Distribución y hábitat
Costa Rica (vertiente del Atlántico y la Península de Osa) al sur de Venezuela y el oeste y el centro-sur de la cuenca del theAmazon del Río Madeira en Brasil a Perú y Bolivia. InPanama, conocido desde el bosque húmedo tropical en la Zona del Canal, Bocasdel Toro, San Blas, Chiriquí, Los Santos, Panamá y Darién.

## Taxonomía
Paullinia bracteosa fue descrita por Ludwig Adolph Timotheus Radlkofer y publicado en Bulletin de l'Herbier Boissier, sér. 2, 5(4): 321–322. 1905. (31 Mar 1905)
Etimología
Paullinia: nombre genérico que fue nombrado por Carlos Linneo en honor de Simon Pauli der Jüngere (1603-1680), un médico y botánico alemán quien descubrió la planta.
bracteosa: epíteto latíno que significa "con brácteas"
Sinonimia
- Paullinia naiguatensis Steyerm.[4]